# Jeremiah Rangel
Jeremiah Rangel, född 2 oktober 1977, är en amerikansk musiker. Han var gitarrist och vid några tillfällen sångare i poppunkbandet Mest, där han tog över efter Steve Lovato år 1998.